# Historische edelsmeedtechnieken

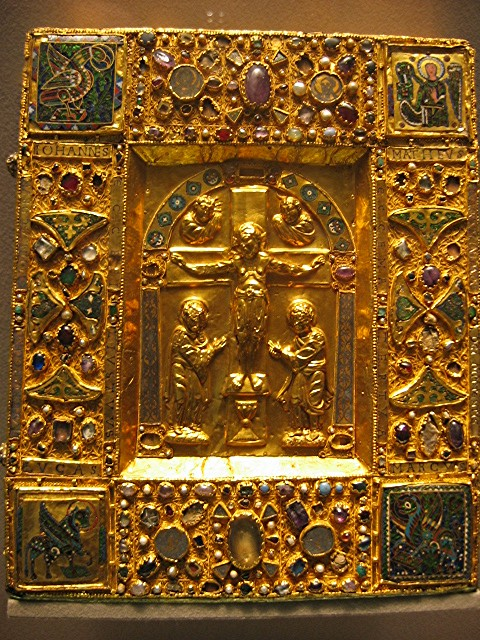
Boekomslag van een 11e-eeuws evangelarium uit Maastricht, gedecoreerd met behulp van verschillende edelsmeedtechnieken: gerepousseerd en geciseleerd zilver, daarna verguld en voorzien van email cloisonné, email enfoncé, filigraanwerk, niëllo, parels en gemmen (Louvre, Parijs)

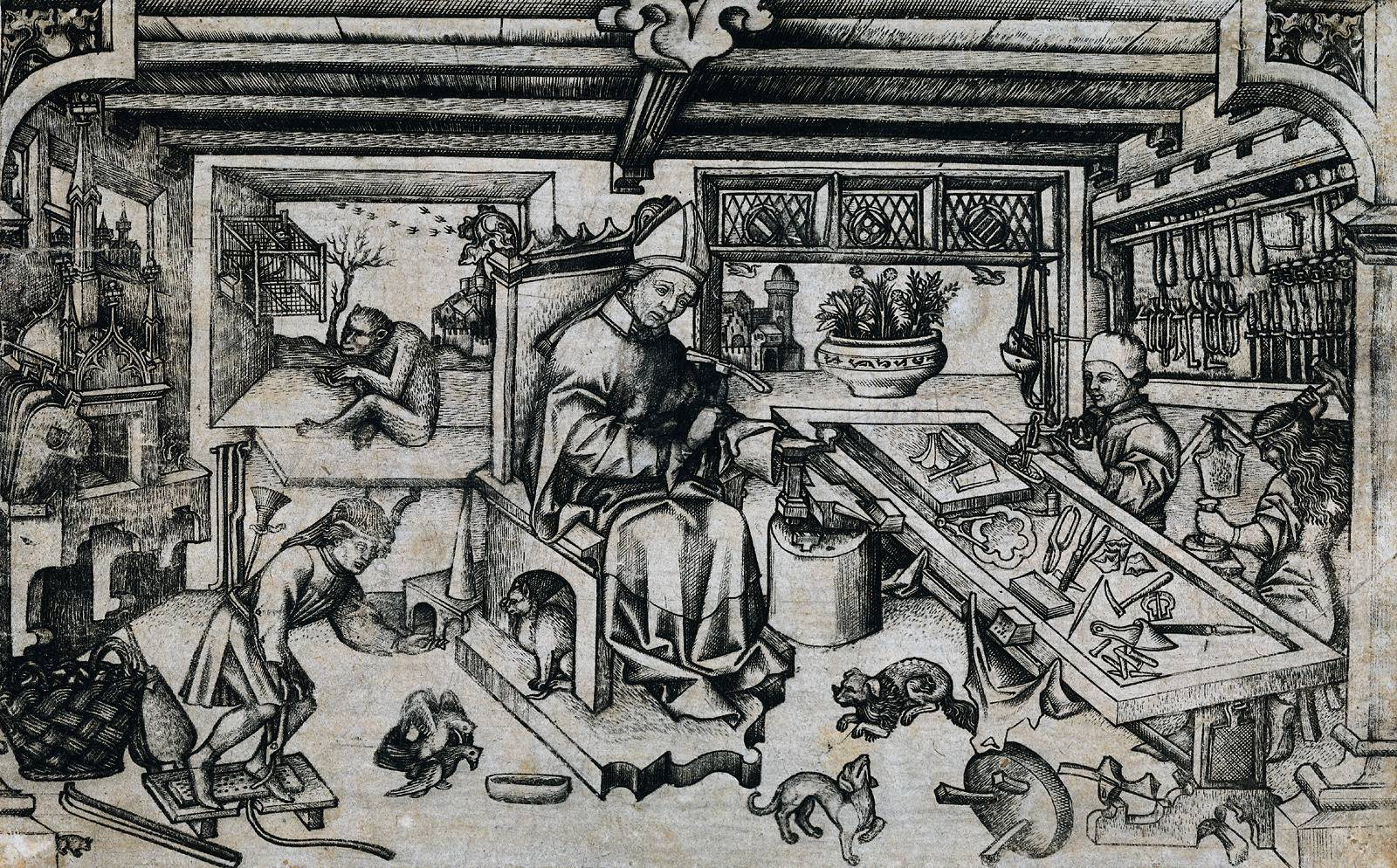
De Heilige Eligius in zijn werkplaats. Hijzelf hamert een beker, links trekt een gezel voor filigraan, rechts wordt een stempel op metaal geslagen (gravure, ca. 1450)

Met edelsmeedtechnieken worden de verschillende technieken (werkwijzen) bedoeld die een edelsmid aanwendt voor het vervaardigen van zijn objecten.

## Vormende technieken

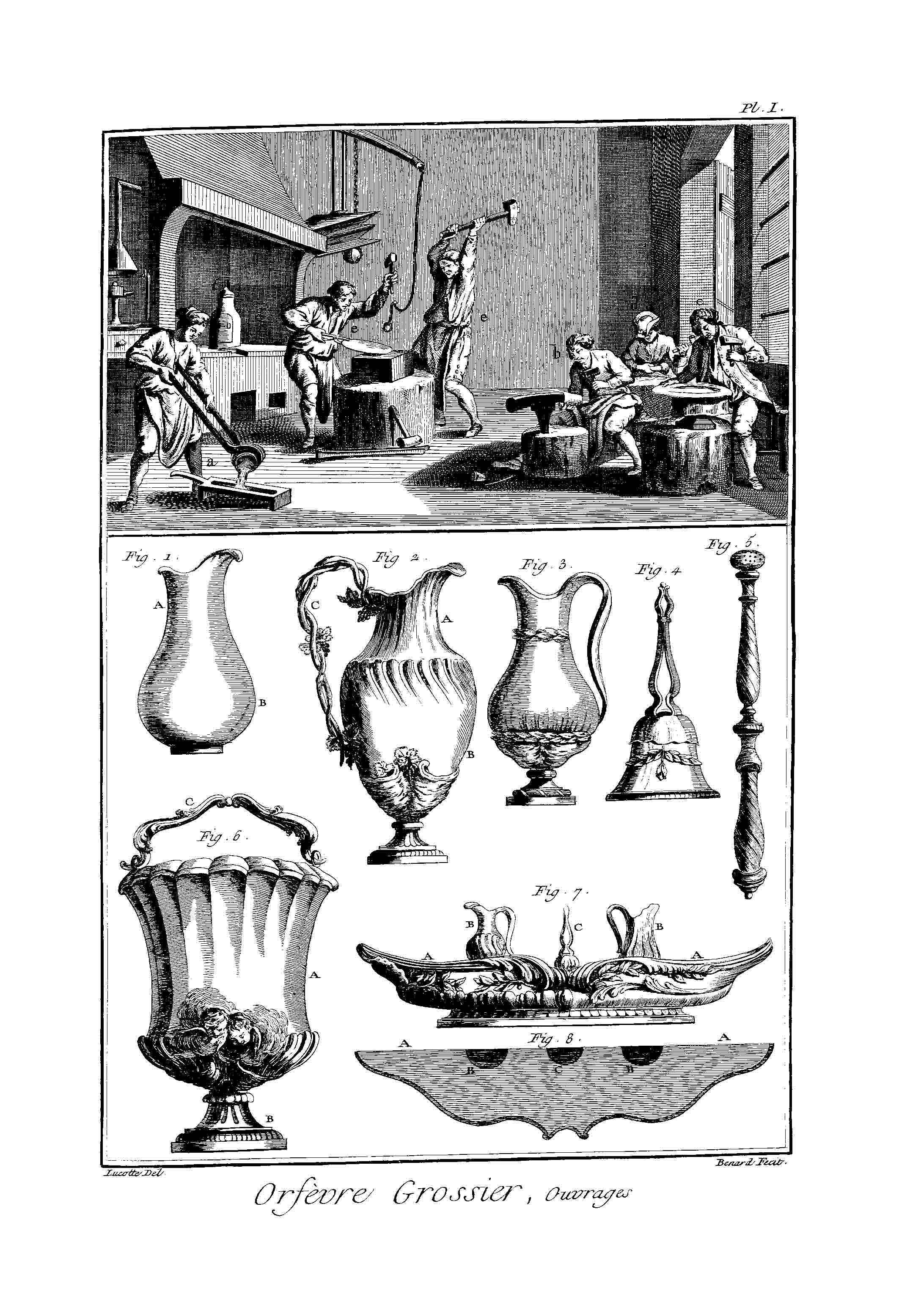
Werkplaats van de "grootwerker". Werkstukken: gieten, pletten, hameren en drijven
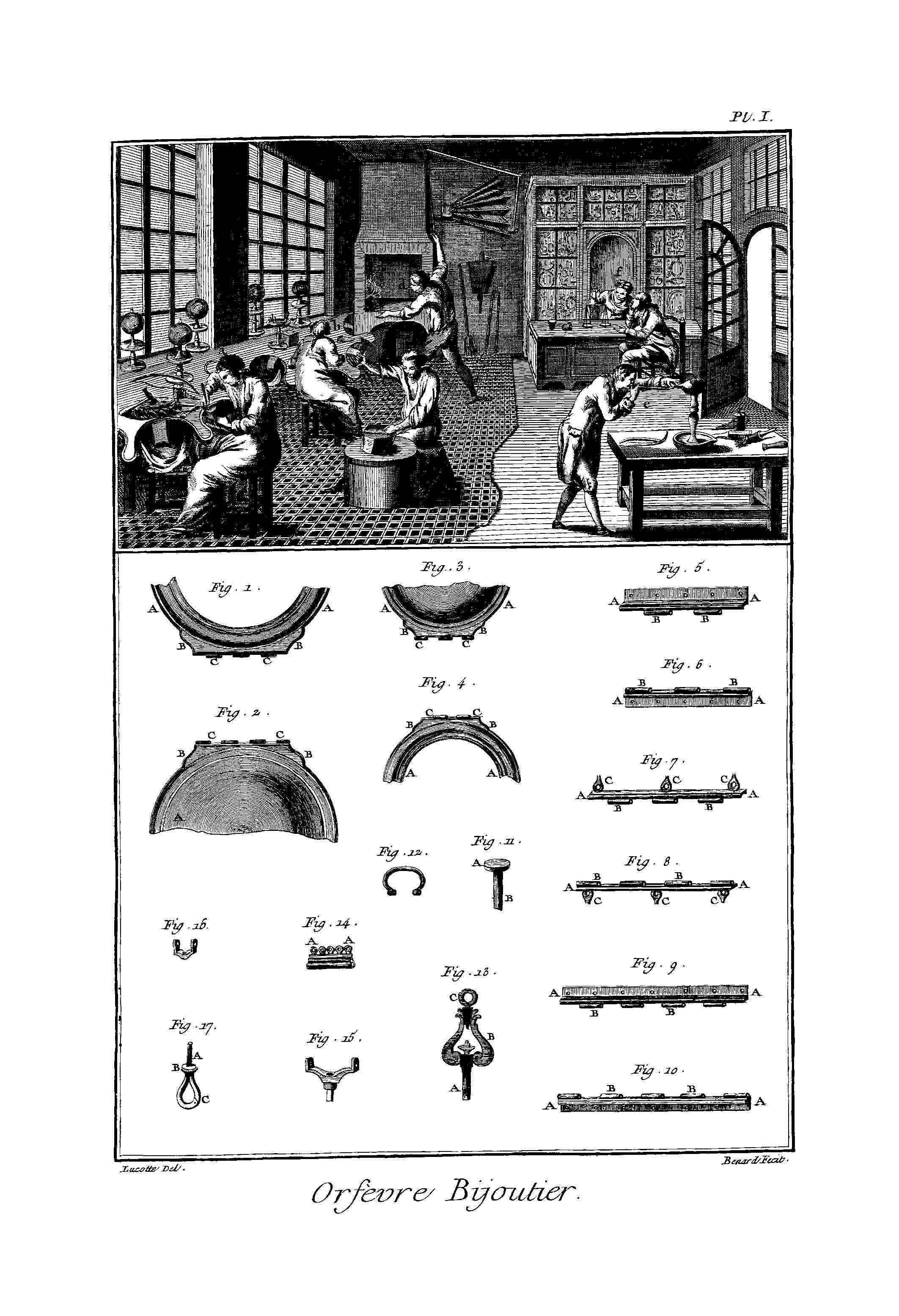
Werkplaats en werkstukken van de "kleinwerker"
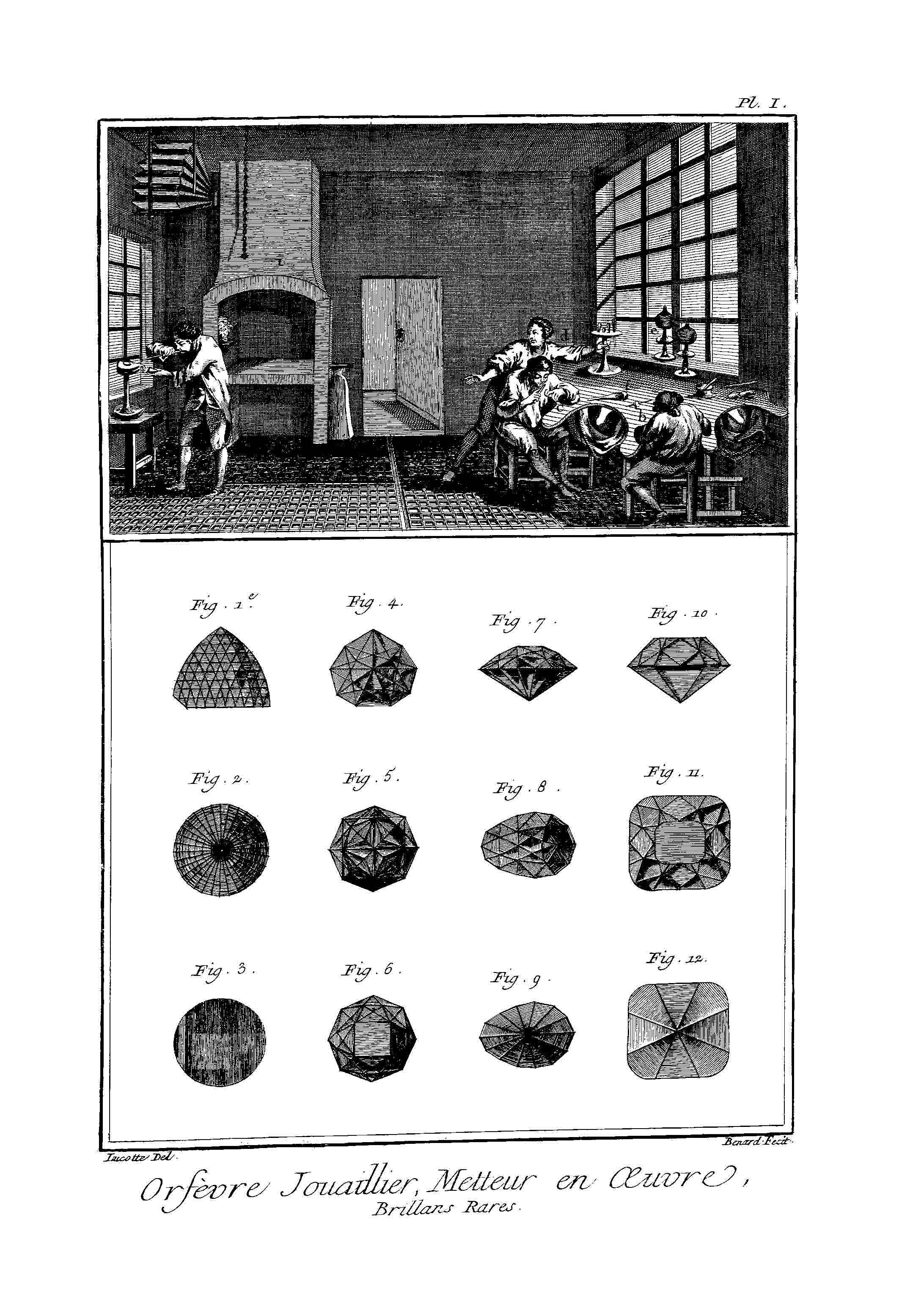
Werkplaats van de goudsmid en verschillende diamantslijptechnieken
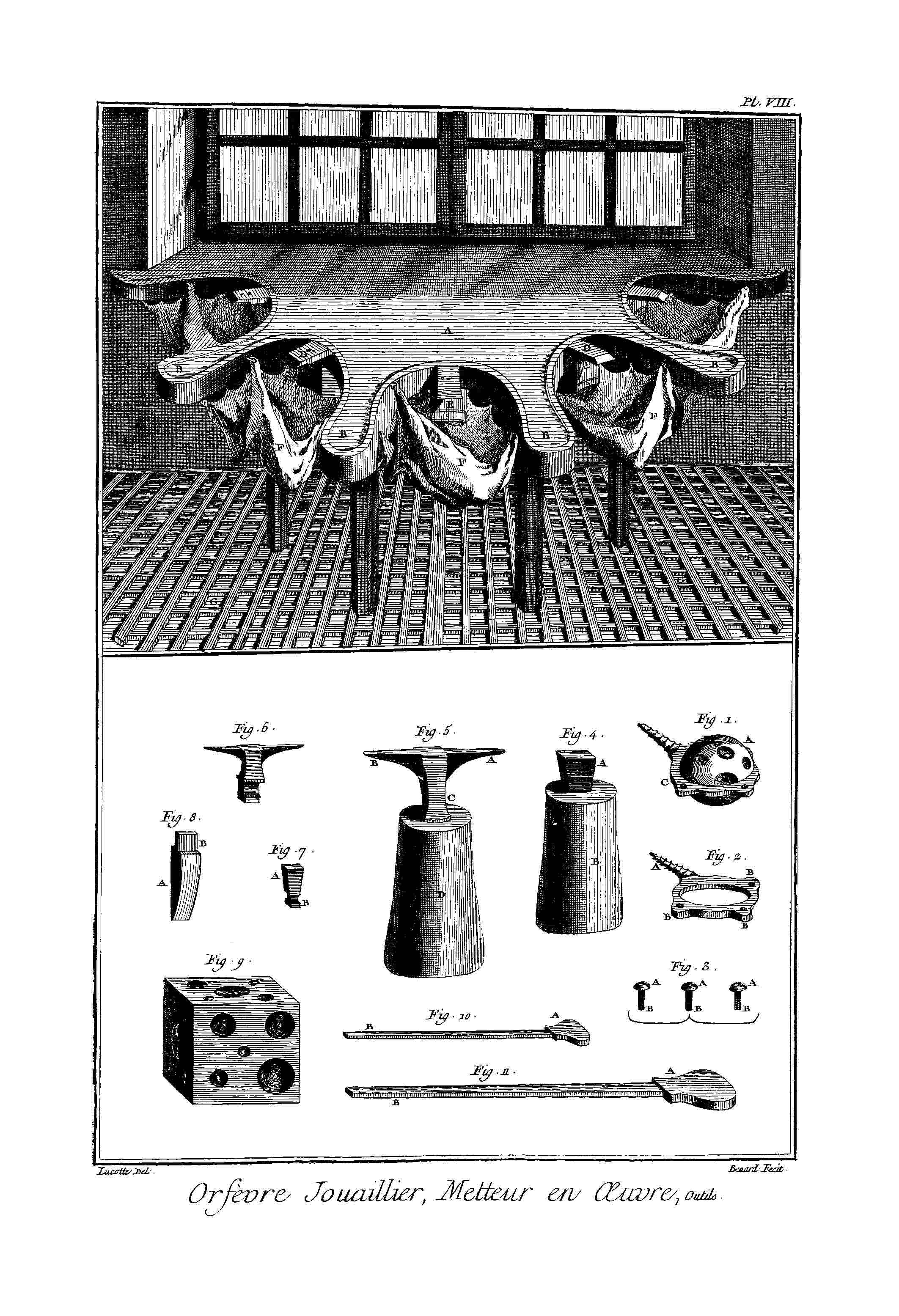
Werkbank van de goudsmid met de vangdoeken en verschillende typen tassen
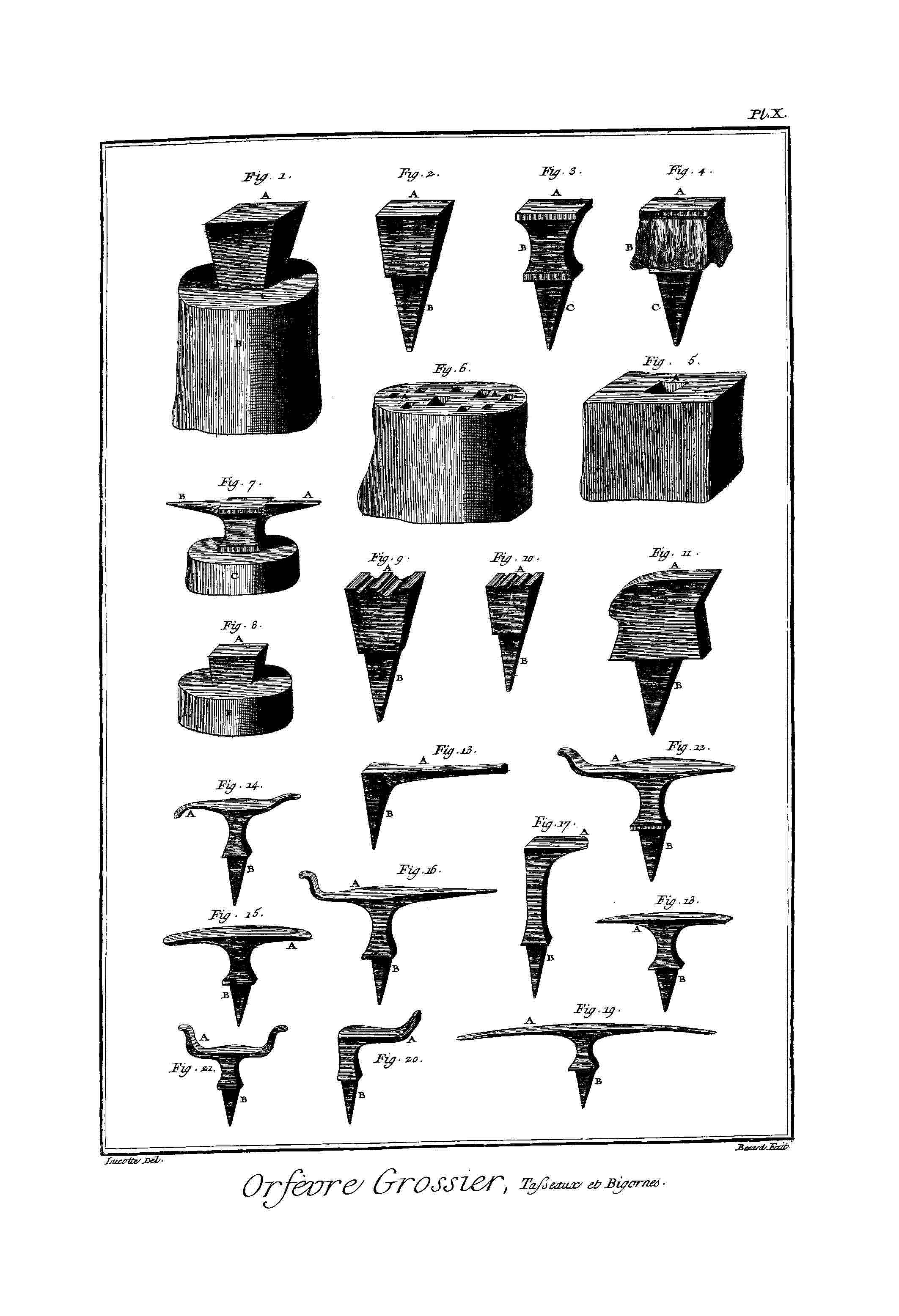
Voorbeelden van verschillende tassen en staken
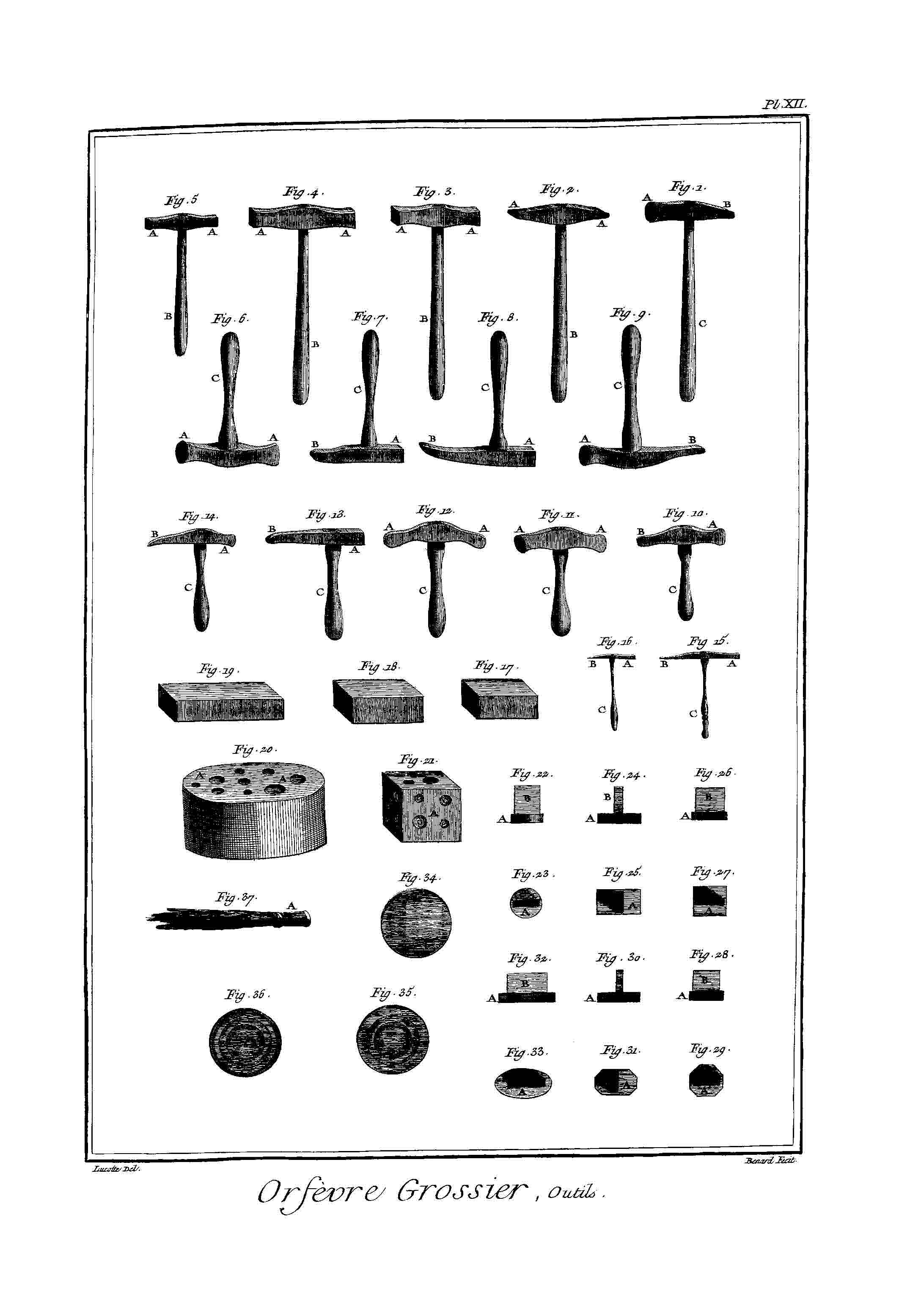
Gereedschap van de zilversmid, voornamelijk bolhamers
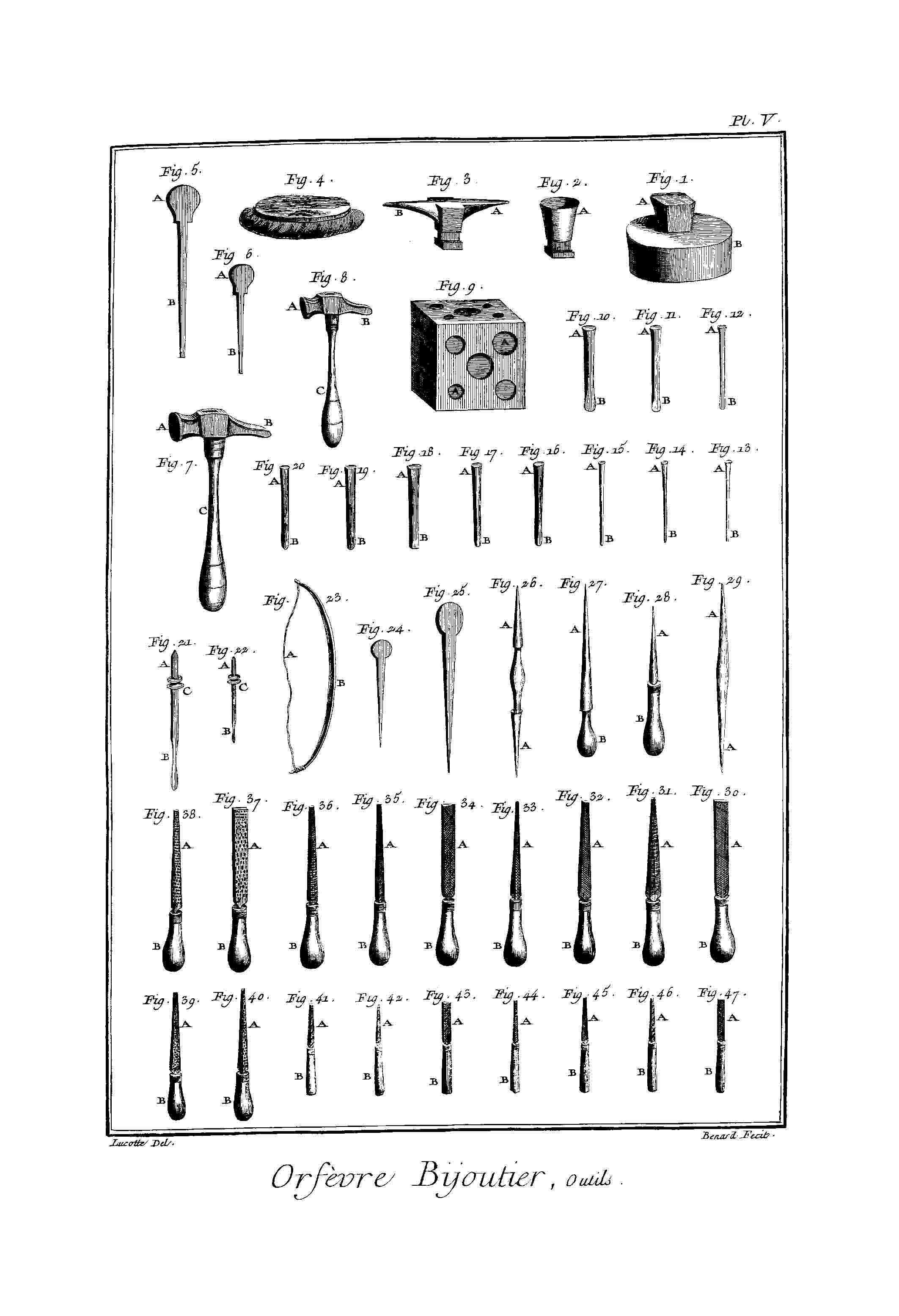
Gereedschappen van de goudsmid: burijnen, bolhamers, ponsen en vijlen

### Hameren

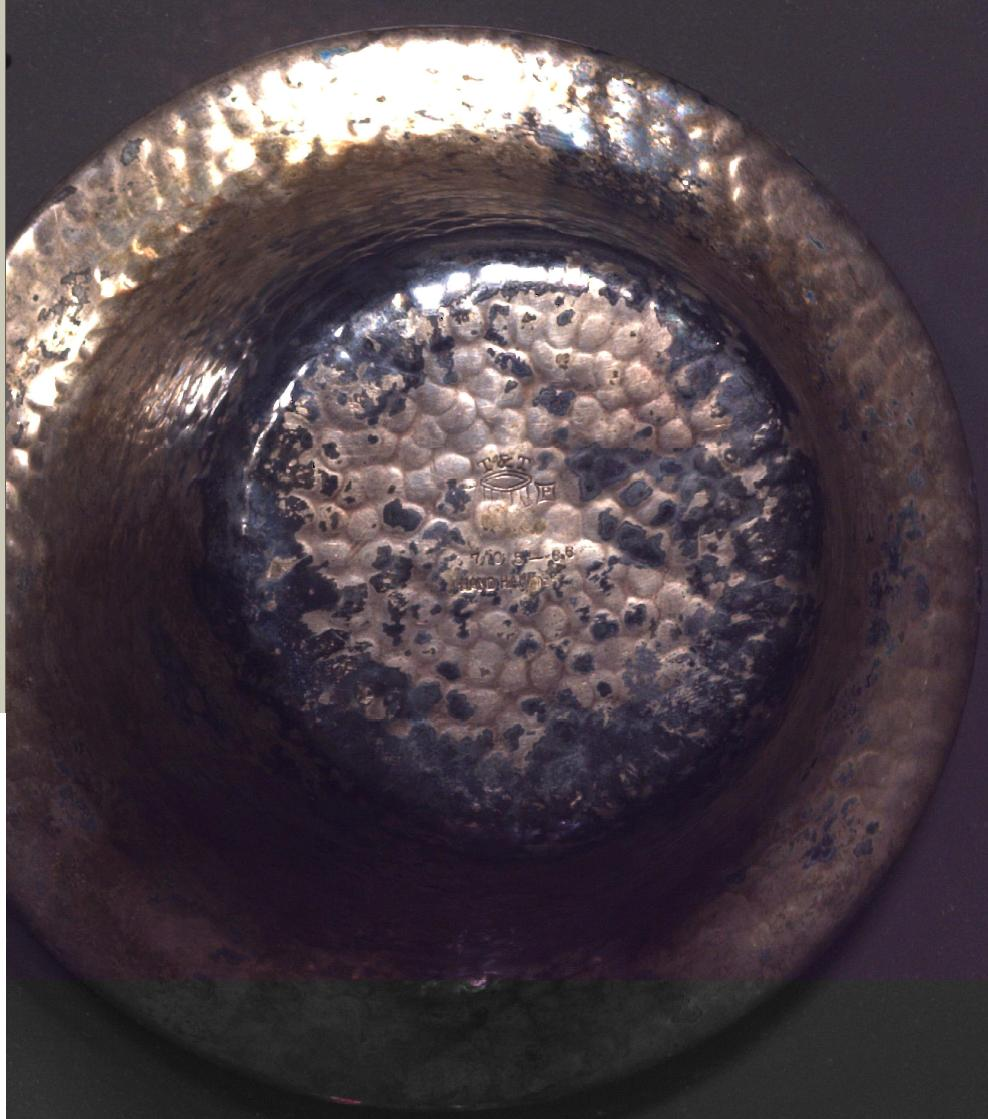
Onderzijde zilveren schaal met zichtbare hamerslagen (Taber & Tibbits, 20e eeuw)

## Versierende technieken

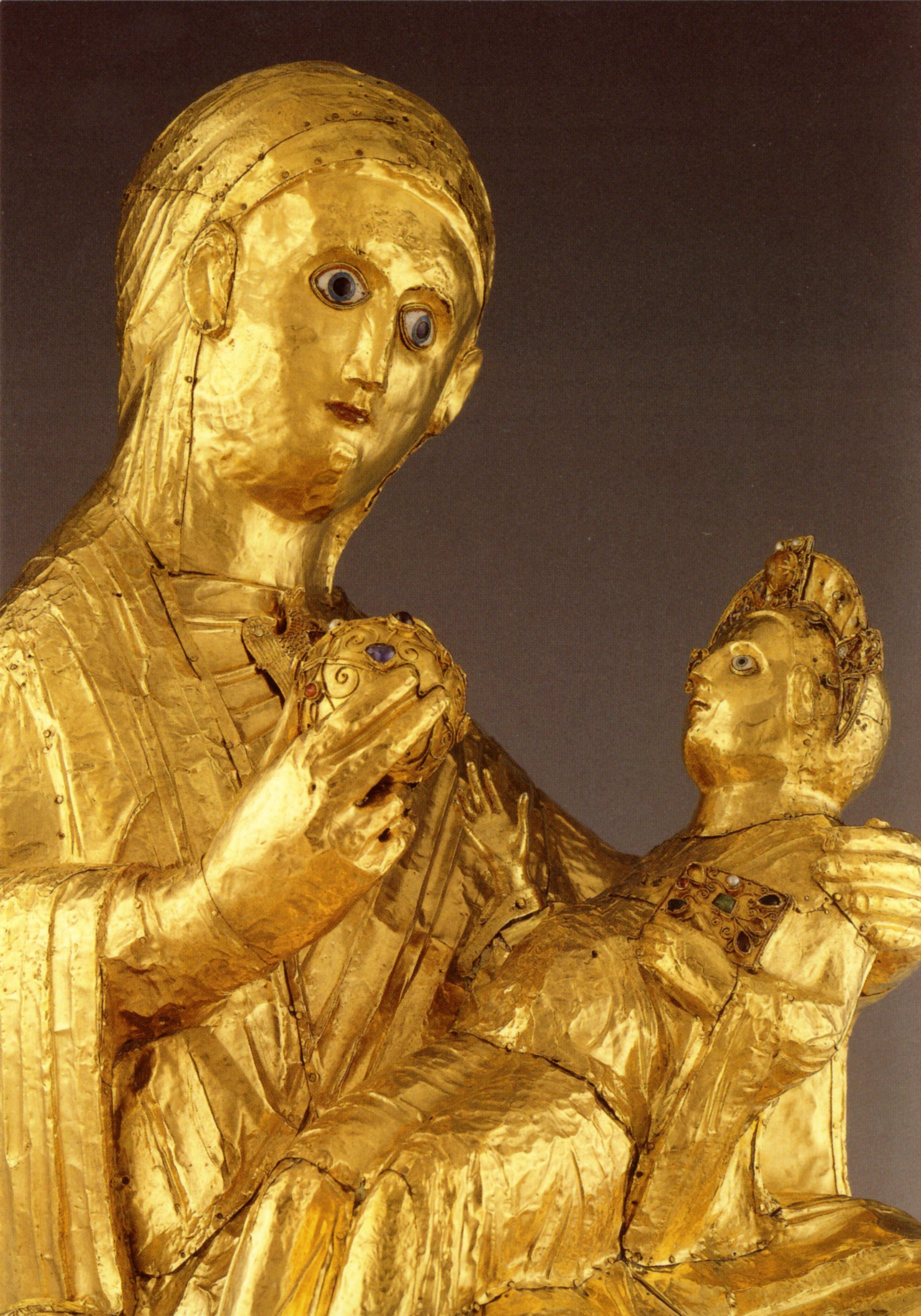
Gouden Madonna (980). Houten beeld verguld met laag bladgoud (Dom van Essen)

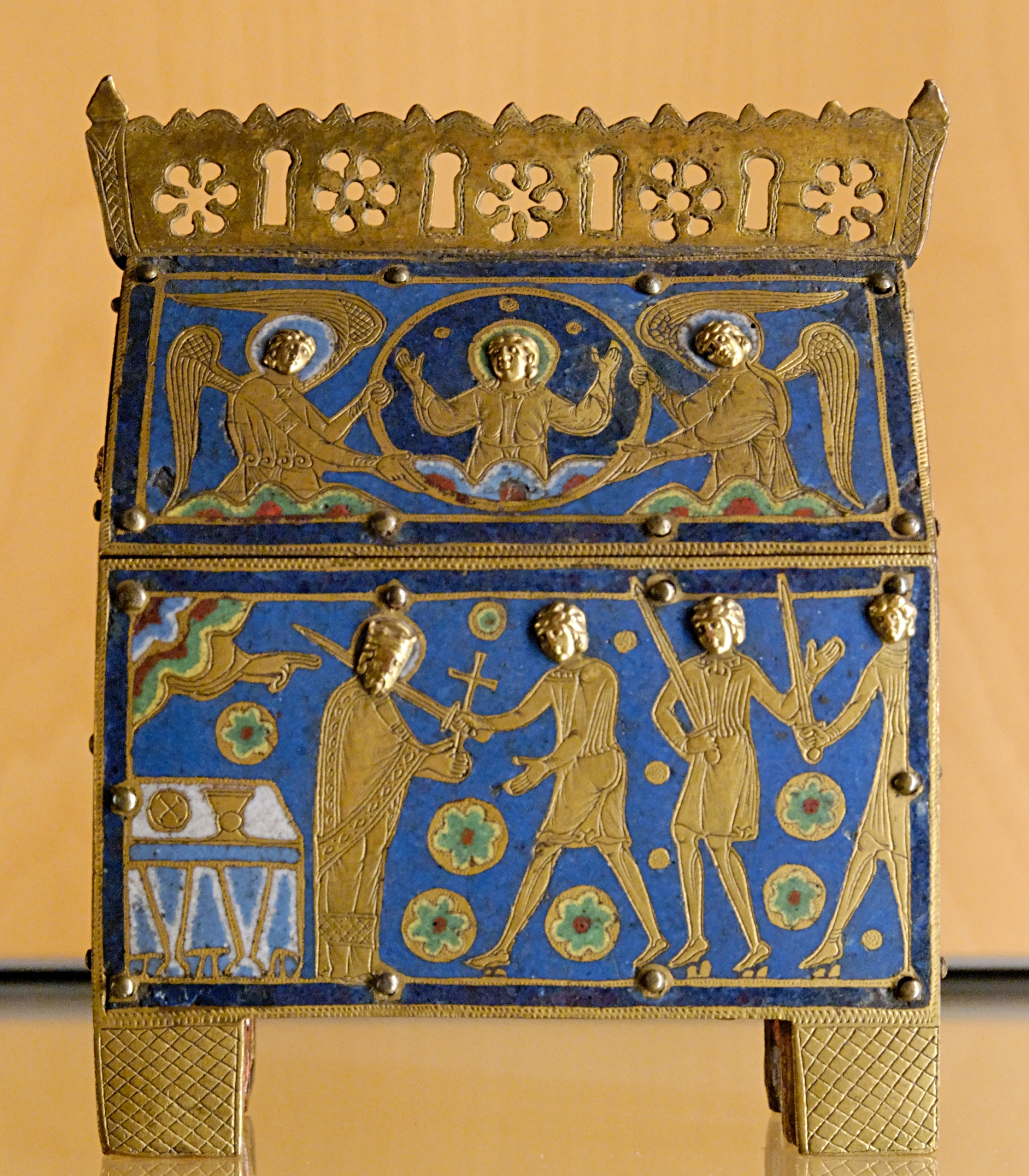
Reliekkistje (ca. 1210) uit Limoges met afbeelding moord op Thomas Becket. Technieken: verguld koper, email champlevé, hoofdjes gegoten, voorstellingen gegraveerd en geciseleerd, de nok is opengewerkt (Musée des Beaux-Arts, Lyon)

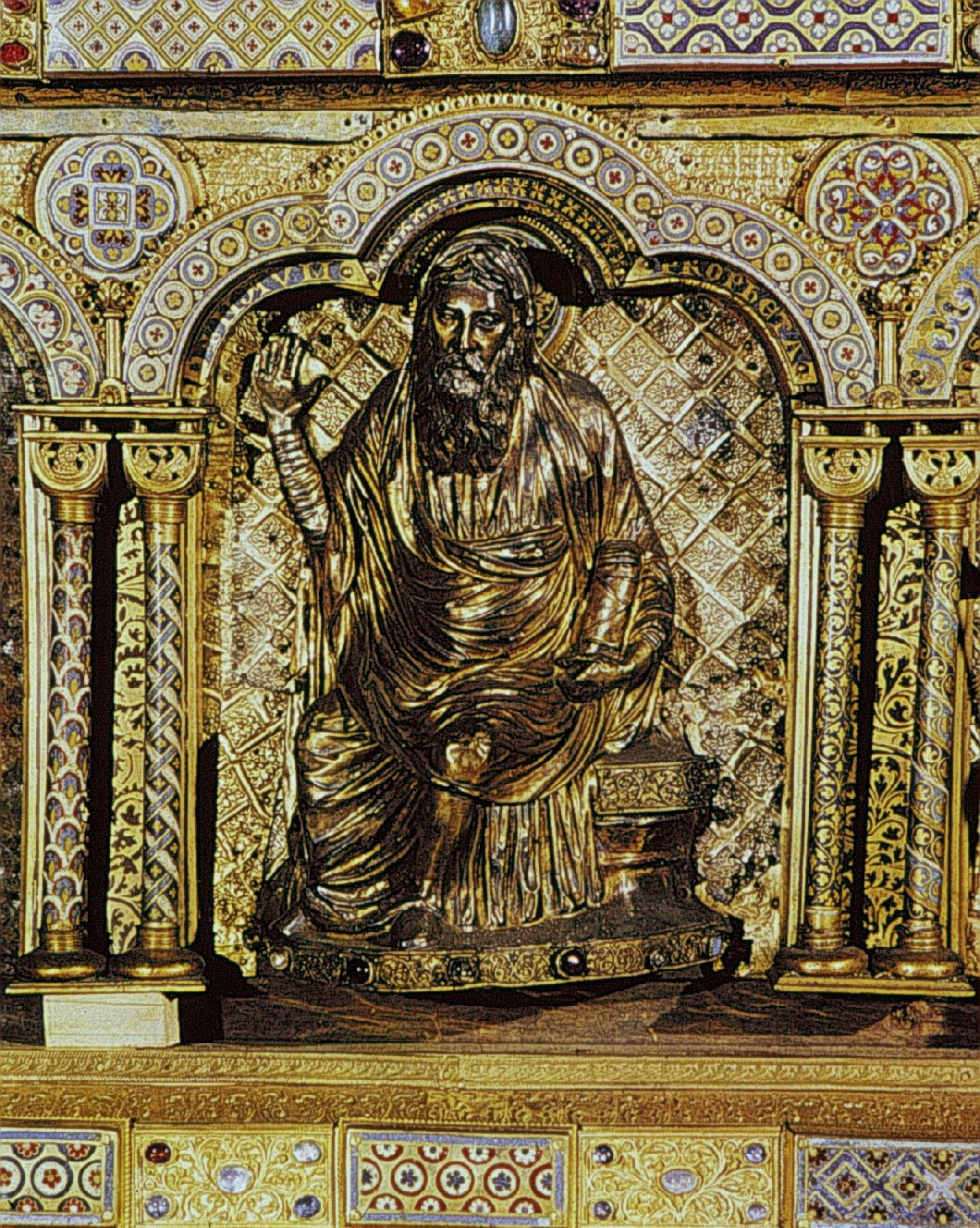
Detail Driekoningenschrijn in de Dom van Keulen (Nicolaas van Verdun, 1181-91). Technieken: profeet Nahum van gedreven zilver, daarna verguld, achtergrond gedecoreerd met email enfoncé (zuiltjes), email champlevé (driepasboog), vernis brun (achter de zuiltjes), filigraanwerk (zetel van de profeet) en gestempeld (achter de profeet)

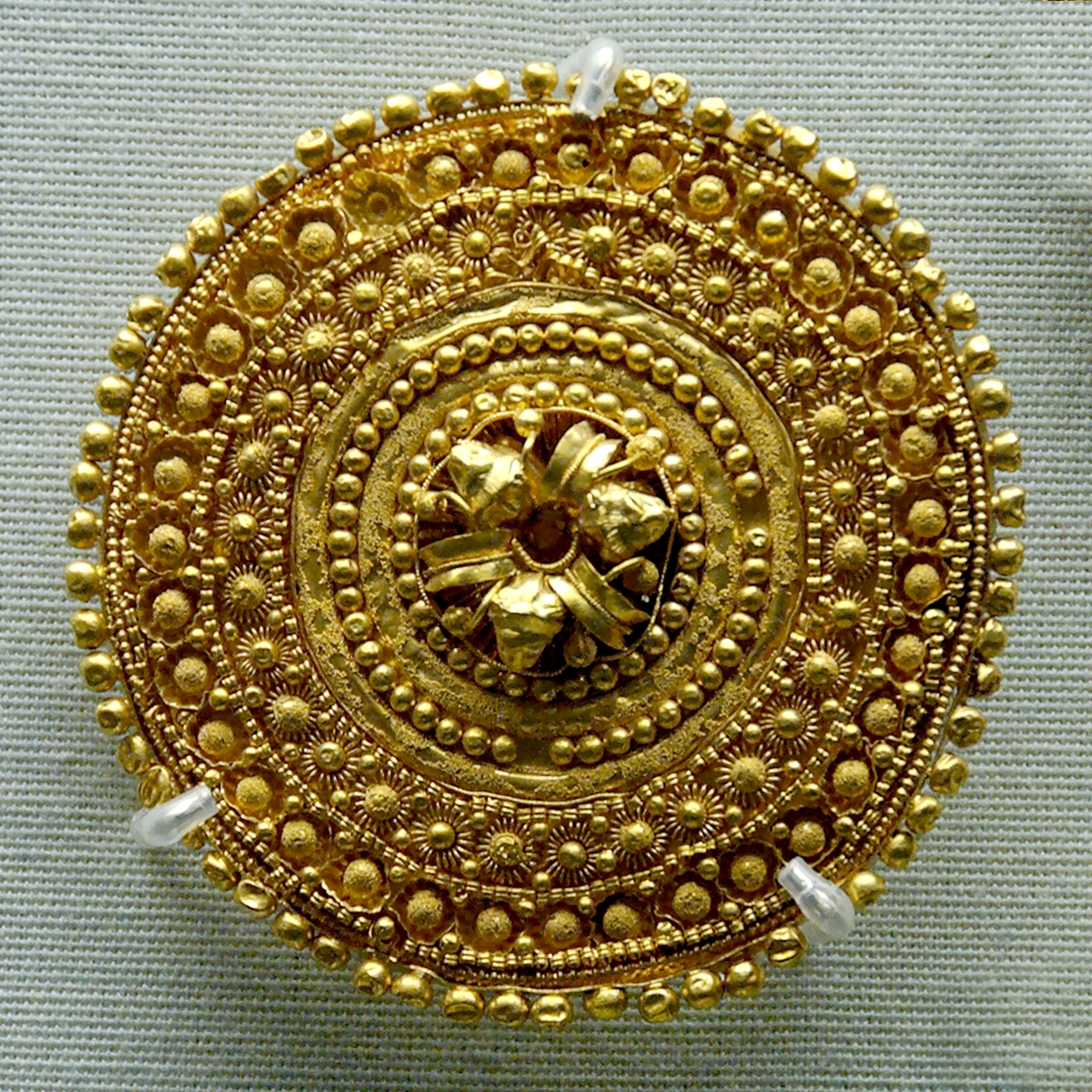
Oorbel (Etruskisch, 530-480 v. Chr.) met relatief grote granules (British Museum, Londen)

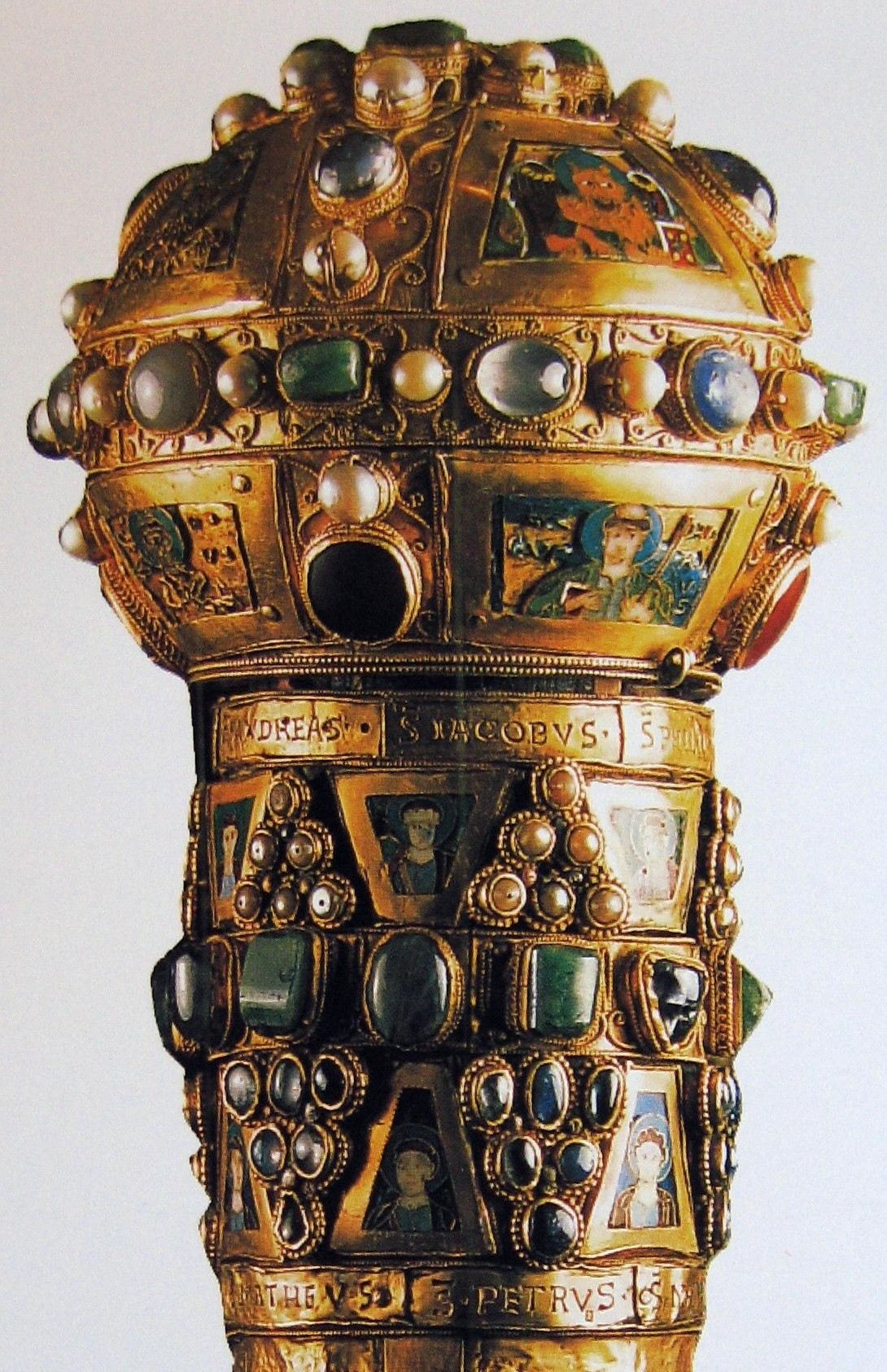
Knop van de staf van Sint Petrus (988): goud, gedecoreerd met gemmen, parels, email enfoncé en filigraan (schatkamer dom van Limburg)

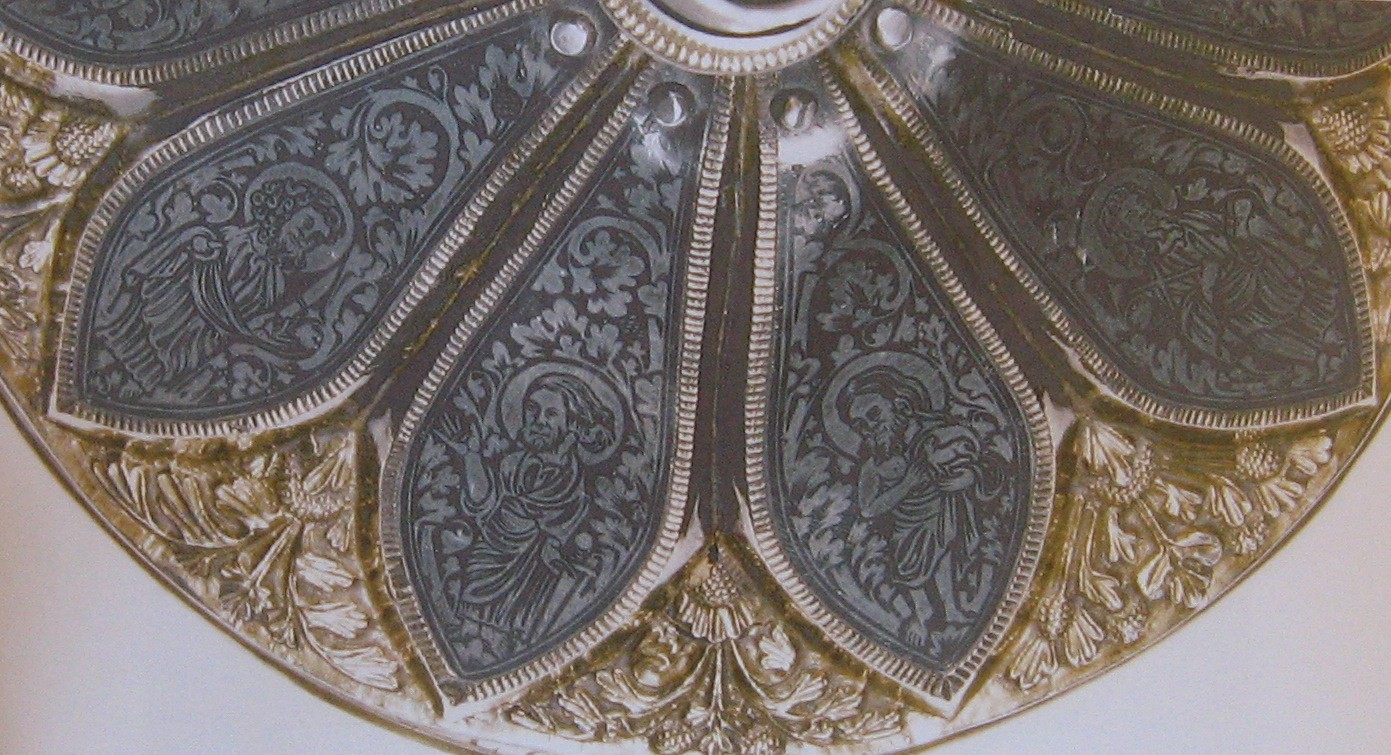
Detail van de voet een miskelk (Hugo van Oignies, 1228) met voorstellingen van apostelen in niëllo (Priorij van Onze-Lieve-Vrouw, Namen)

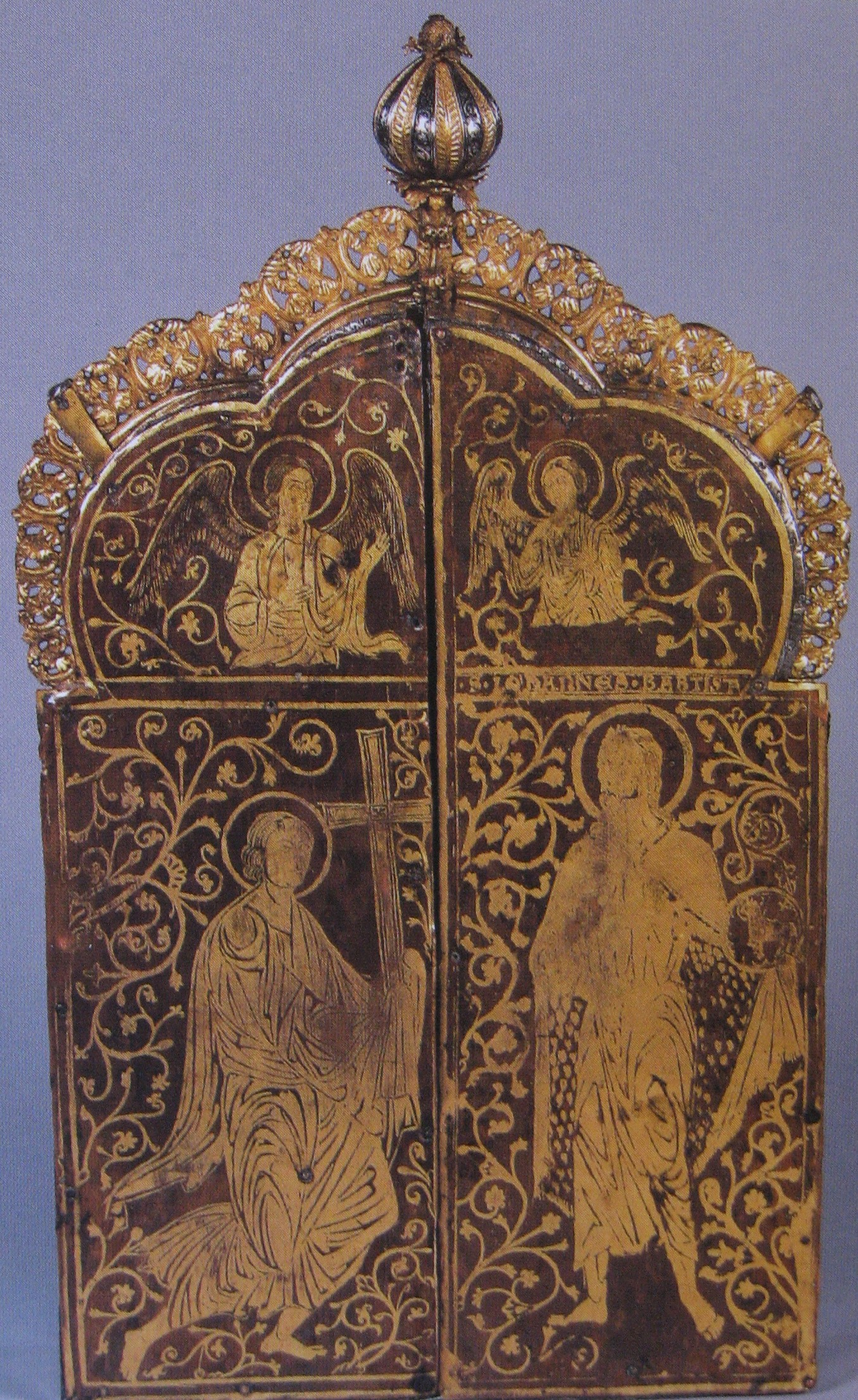
Gesloten triptiek (1200-10) afkomstig uit de voormalige abdij van Florennes met voorstelling met Helena en Johannes de Doper in vernis brun op verguld koper (Koninklijke Musea voor Kunst en Geschiedenis, Brussel)